# Suminoekōen (metropolitana di Osaka)
Suminoekōen (住之江公園駅?, Suminoekōen-eki) è una stazione della metropolitana di Osaka situata nella parte sud della città, nel quartiere di Suminoe-ku. Attualmente è il capolinea meridionale della lina Yotsubashi e del people mover Nankō Port Town.

## Struttura
Linea Yotsubashi
La stazione è dotata di un marciapiede a isola centrale con due binari sotterranei.
| 1-2 | Linea Yotsubashi |  | per Nishi-Umeda, Hommachi, Namba, Daikokuchō e Tamade |

Linea Nankō Port Town
La stazione è dotata di un marciapiede a isola centrale con due binari posti al secondo piano in superficie.
| 1-2 | Linea Nankō Port Town |  | per Nakafutō e Cosmosquare |

## Stazioni adiacenti
| «                     | Servizio         | »                |
| Linea Yotsubashi      | Linea Yotsubashi | Linea Yotsubashi |
| --------------------- | ---------------- | ---------------- |
| Kitakagaya            | Locale           | Capolinea        |
| Linea Nankō Port Town |                  |                  |
| Capolinea             | Locale           | Hirabayashi      |